# Castanea

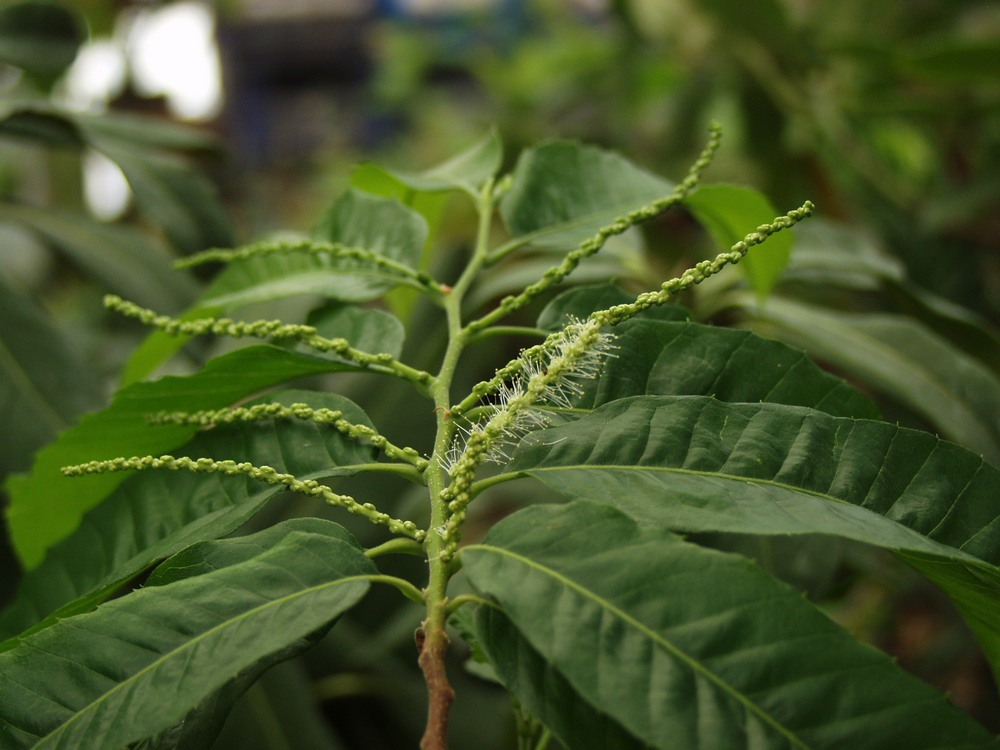
Castanea crenata

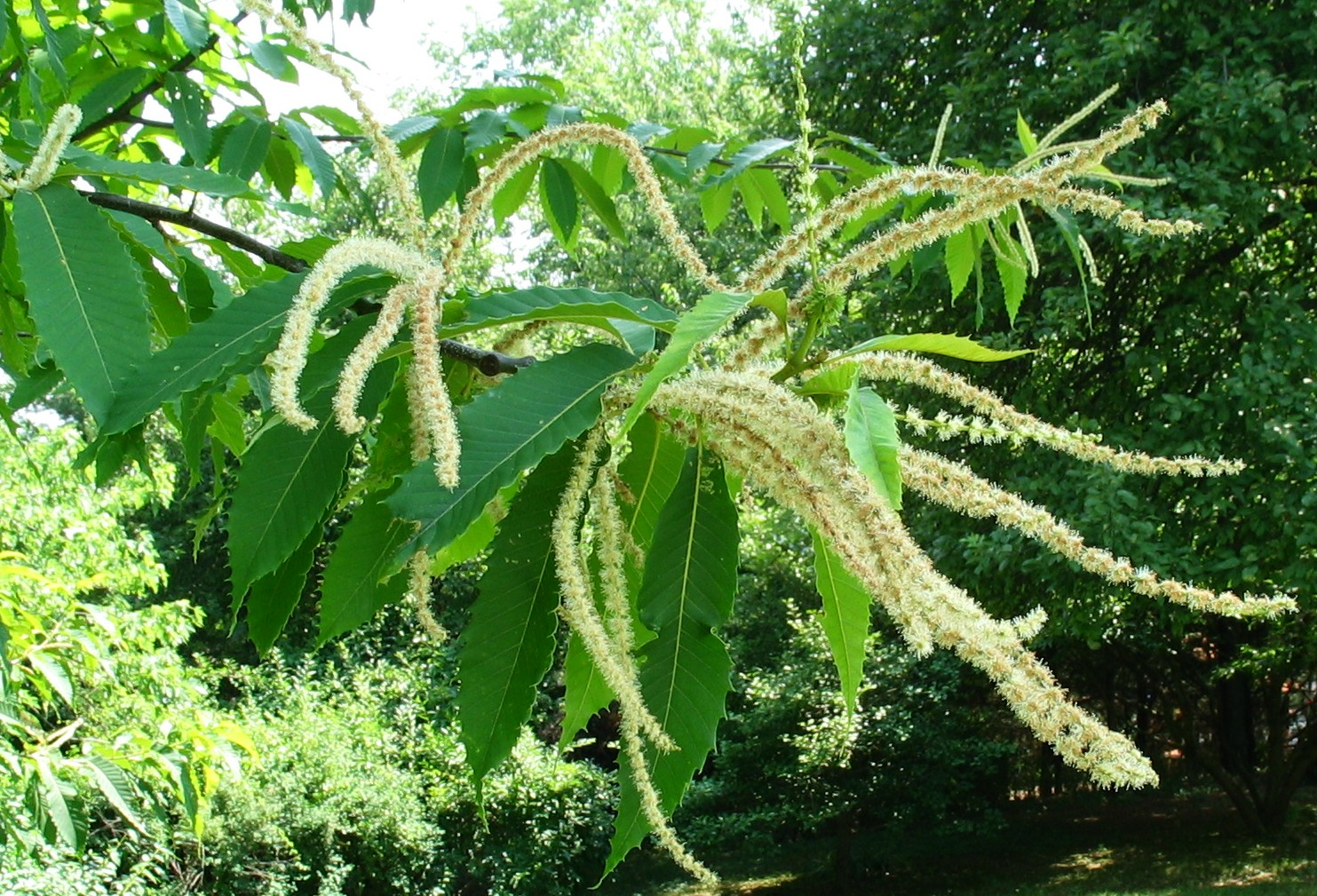
Castanea dentata

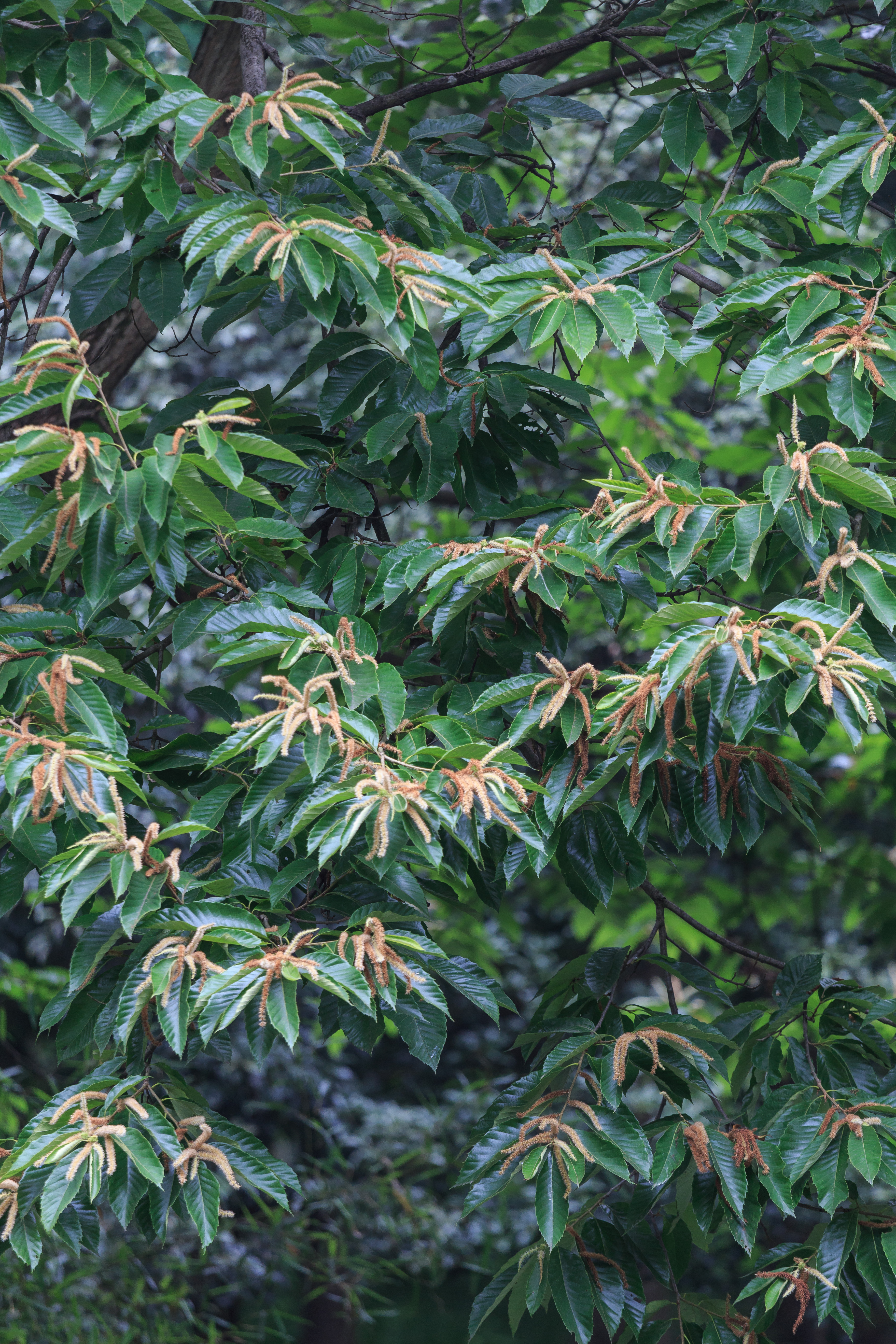
Castanea mollissima

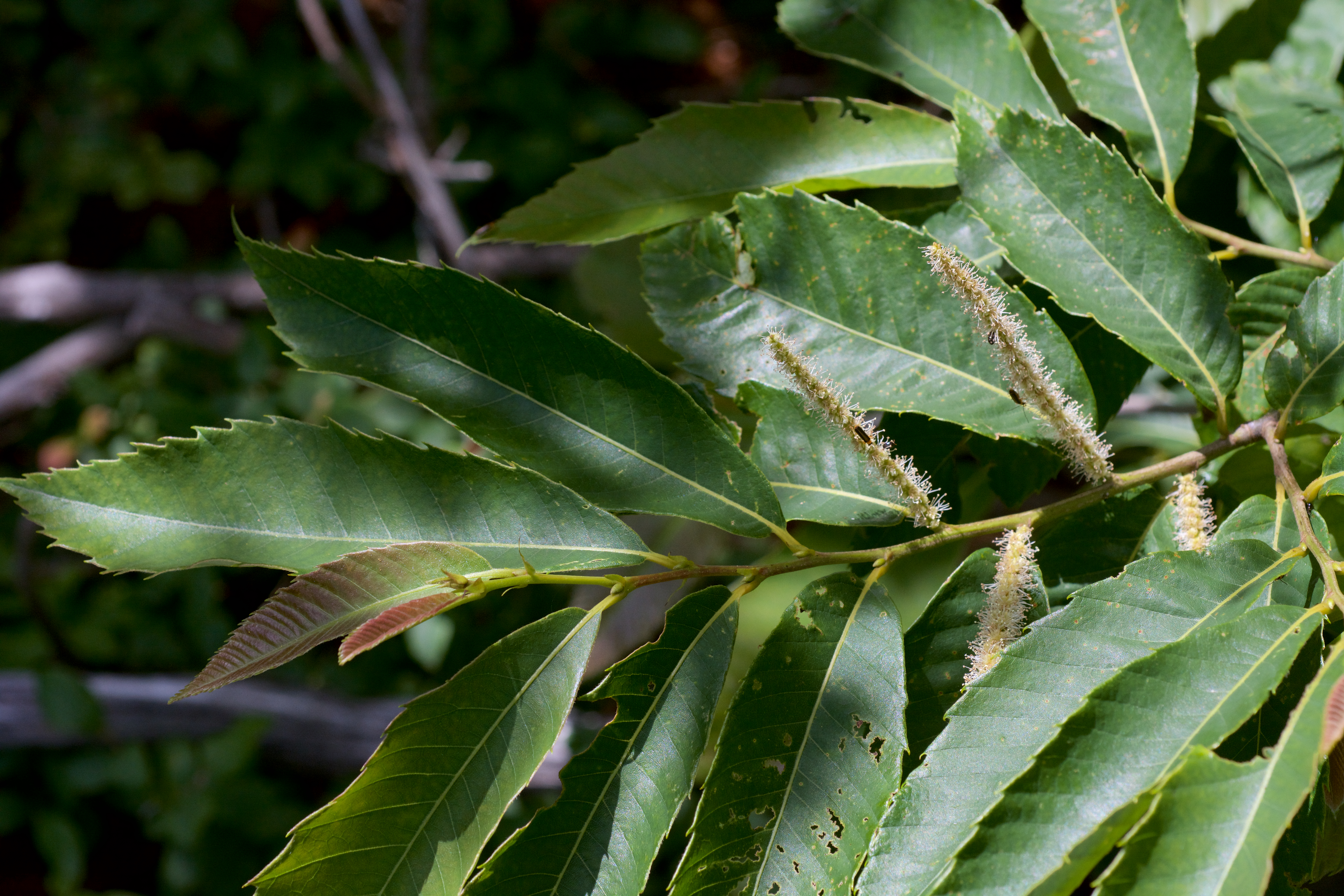
Castanea ozarkensis

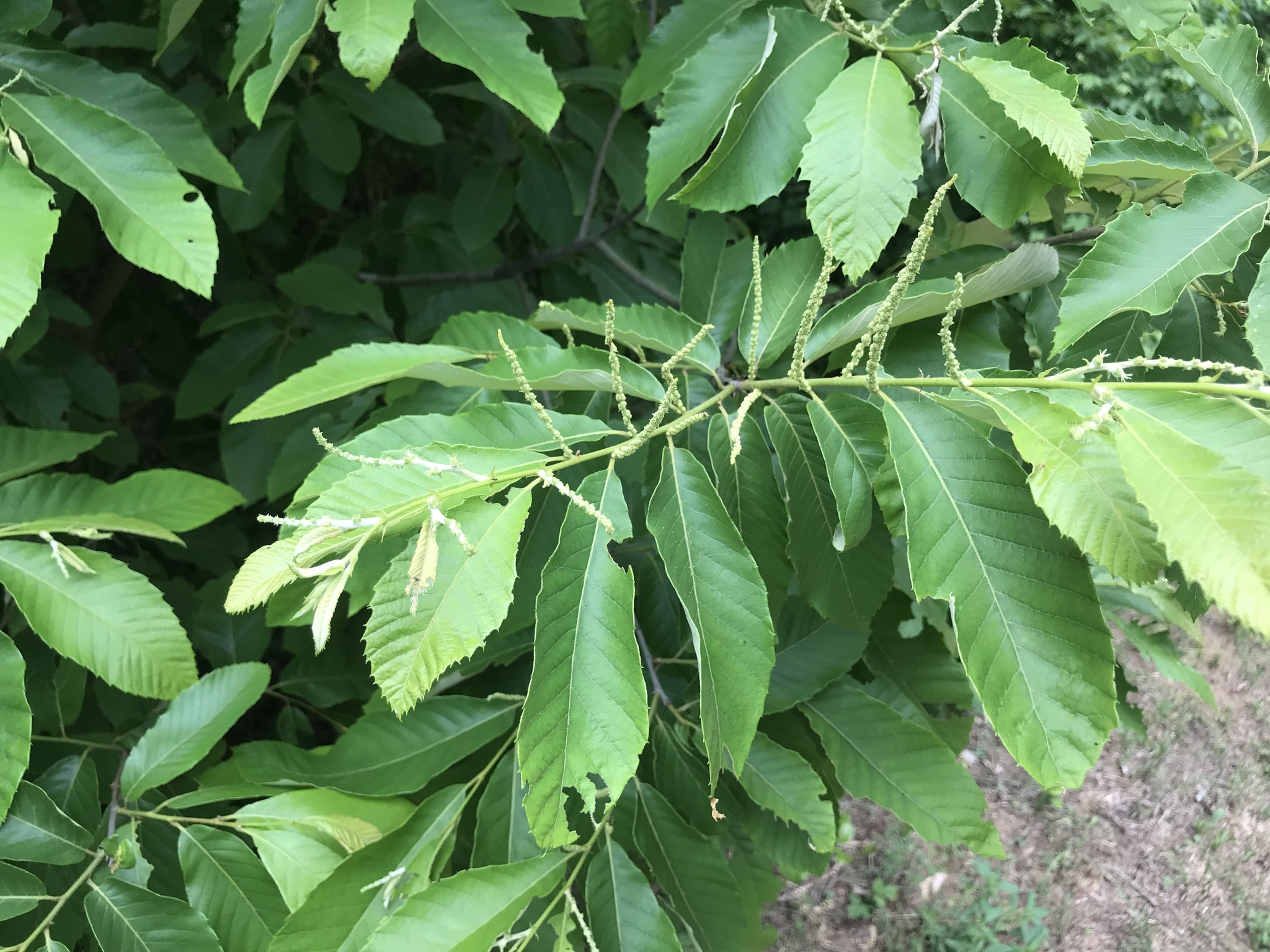
Castanea pumila

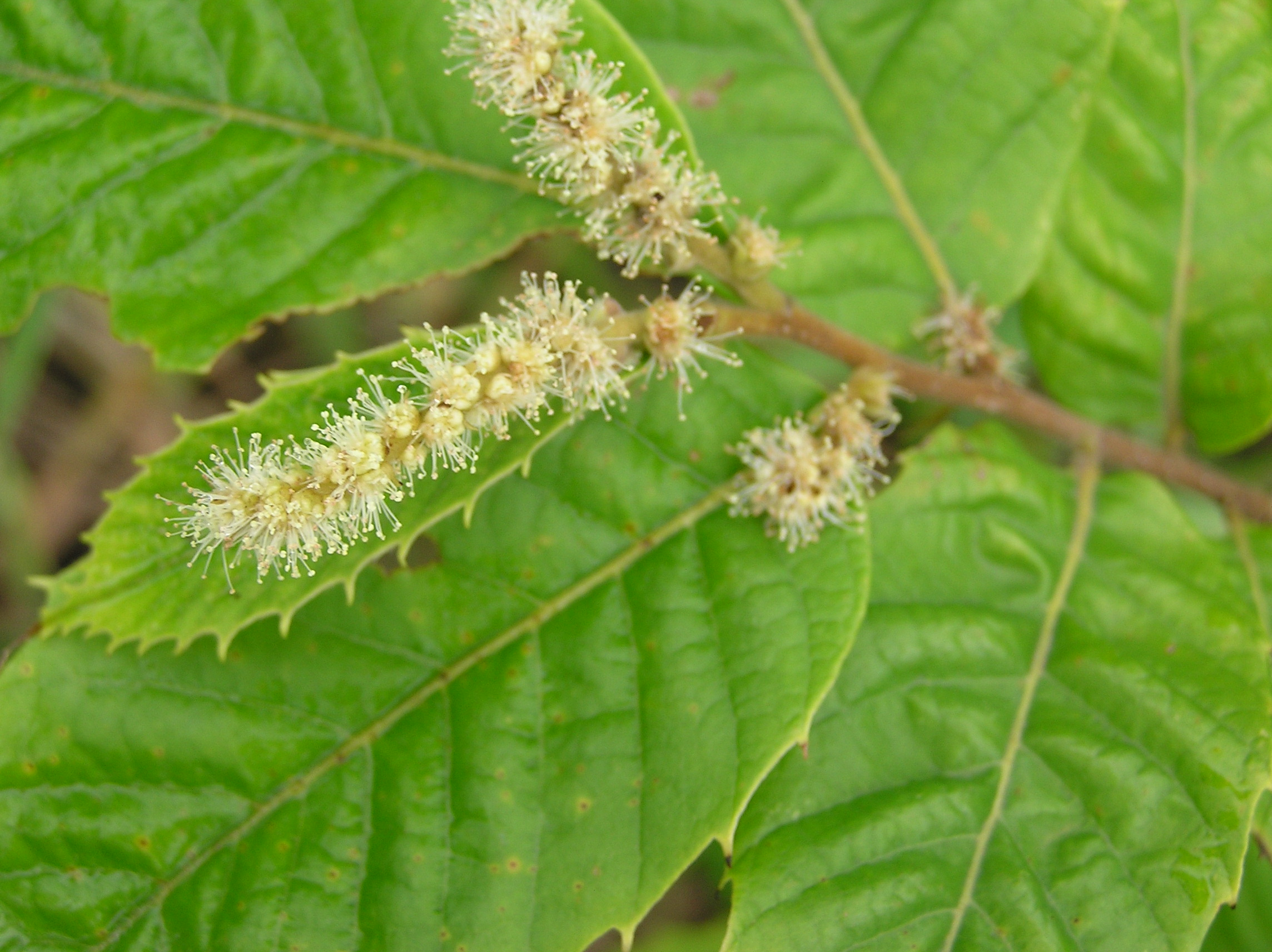
Castanea seguinii

Castanea Mill., 1754 è un genere della famiglia Fagaceae. Comprende alberi affini alle querce e ai faggi. 
Durante il Miocene aveva una diffusione ampia, poi ridottasi di molto a causa delle glaciazioni del Quaternario; l'epoca attuale vede di nuovo una fase di espansione dell'areale.

## Etimologia
Con la parola Castanea in latino si indicava sia il frutto che l'albero ed è probabile che il nome del genere derivi direttamente da questa parola.
Alcuni comunque avanzano l'ipotesi che il nome derivi da quello della città greca di Kastania in Tessaglia, ma è più probabile che sia stata la città a prendere il nome dall'albero, che viceversa.

## Morfologia
Le specie di questo genere sono per lo più alberi di medie dimensioni o arbusti.
La più grande è Castanea dentata che in passato raggiungeva anche 60 m.

### Corteccia e rami
La corteccia è liscia negli alberi giovani con lenticelle ben evidenti; con il tempo però si fessura sviluppando lunghi cordoni longitudinali spesso spiraleggianti. I castagni mostrano ramificazione simpodiale per abscissione della gemma terminale e ciò determina una chioma di forma globosa. I giovani rami possono essere glabri o tomentosi, in genere di colore bruno. Le gemme laterali sono piccole, coperte da 2-3 perule. Le cicatrici fogliari sono semicircolari.

### Foglie
Le foglie sono semplici, decidue, grandi, allungate, con margine dentato, stipolate e brevemente picciolate.

### Fiori
Sono piante monoiche con fiori unisessuali maschili in amenti terminali e fiori femminili in glomeruli di norma alla base degli amenti maschili. Le infiorescenze possono essere composte da soli fiori maschili (amenti maschili) o da amenti maschili e glomeruli femminili alla base (amenti misti).
I fiori maschili sono riuniti in amenti formati da molti gruppi di fiori, hanno calice con 6 lobi, e da 6 a 20 stami. I fiori femminili si trovano alla base degli amenti misti, in gruppi (glomeruli) di 1-3 fiori, sono racchiusi completamente in un involucro tipico delle fagaceae la cupola, che in questo genere è provvista di spine ramificate e brattee squamiformi. Ogni fiore femminile ha un perianzio 6-8 lobato, fuso con l'ovario che è 6-9 loculare. Gli stili sono da 6 a 9.
L'impollinazione è anemofila, ma anche gli insetti pronubi possono svolgere un ruolo importante.

### Frutto
Il frutto è singolo in Castanea pumila, Castanea alnifolia, Castanea ozarkensis e Castanea henryi, in gruppi di 2-3 nelle altre specie, è un achenio, edule, racchiuso completamente in una cupola 2-4 valvata, spinosa chiamata comunemente "riccio".

## Tassonomia
Il genere Castanea appartiene alla famiglia Fagaceae.
Il genere comprende le seguenti specie:
- Castanea crenata Siebold & Zucc. — castagno giapponese
- Castanea dentata (Marshall) Borkh. — castagno americano
- Castanea henryi (Skan) Rehder & E.H.Wilson
- Castanea mollissima Blume — castagno cinese
- Castanea × neglecta Dode
- Castanea ozarkensis Ashe
- Castanea pumila (L.) Mill.
- Castanea sativa Mill. — castagno europeo
- Castanea seguinii Dode

## Distribuzione e habitat
Il genere è diffuso nel bacino centro-orientale del Mediterraneo, nell'Asia orientale e sul versante atlantico degli Stati Uniti d'America. 
La più diffusa e importante specie americana, Castanea dentata, è stata quasi completamente annientata durante i primi decenni del Novecento dal cancro corticale del castagno che ha quindi ridotto anche l'areale del genere. 
In Europa il genere è rappresentato dalla sola specie Castanea sativa Miller. In Italia è diffuso in tutta la penisola nei boschi alto-collinari e montani dai 600 a 1300 metri sul livello del mare.

## Castagno e ippocastano
Nonostante l'apparente rapporto suggerito dal nome e dall'apparenza esteriore, il castagno non è in relazione prossima con l'ippocastano comune (Aesculus hippocastanum L.), né con l'intero genere degli ippocastani (Aesculus), che appartiene a un altro ordine del regno vegetale, quello delle Sapindales.
Inoltre, dal punto di vista botanico, la castagna derivata da specie del genere Castanea è un seme contenuto in un achenio, ossia un frutto indeiscente, mentre la "castagna d'India" è un seme contenuto in una capsula, cioè un frutto deiscente.